# Tengasu
Tengasu é uma ilha do atol de Funafuti, do país de Tuvalu.